# Stary Browar

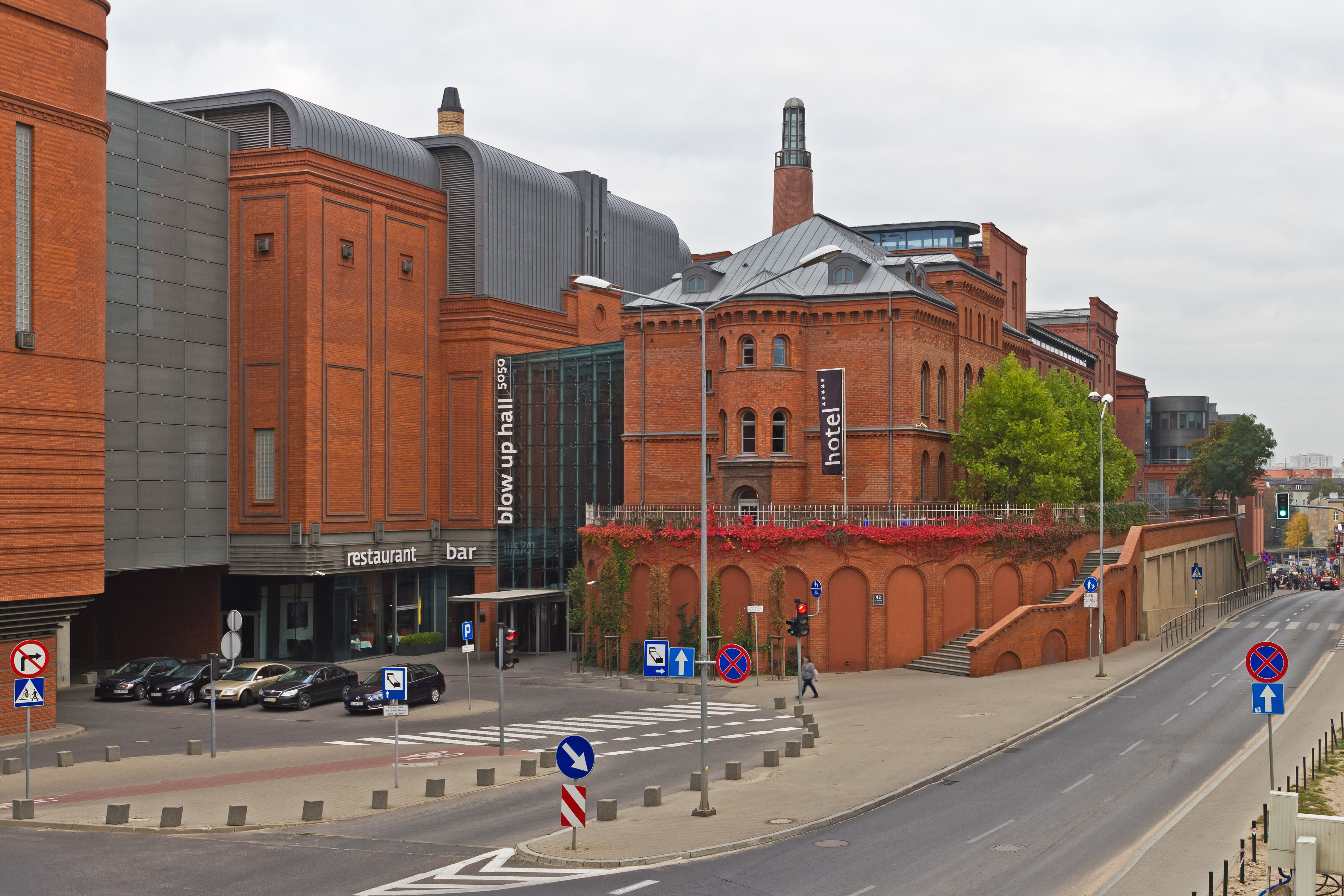
Außenansicht des Stary Browar

Das Stary Browar („Alte Brauerei“) ist ein am 5. November 2003 eröffnetes Kultur- und Geschäftszentrum im Zentrum der polnischen Stadt Posen. Es befindet sich im 1876 errichteten und bis 1980 genutzten Gebäude der ehemaligen Brauerei Hugger. Die Brauerei war auf diesem Gelände im Jahre 1844 durch den aus Württemberg stammenden Braumeister Ambrosius Hugger gegründet worden. Seine Söhne Julius und Alfons Hugger errichteten die heutigen Gebäude im Rahmen eines Großinvestitionsprojekts im Jahr 1876. In den riesigen industriellen Brauanlagen der Gebr. Hugger Bierbrauerei AG wurden im Jahre 1918 insgesamt 72.000 Hektoliter Bier im Jahr erzeugt.
Die ursprüngliche äußere Gestaltung der Brauerei wurde im Rahmen des Umbaus für die neue Nutzung aufwändig rekonstruiert und damit weitestgehend erhalten. Der Einkaufs- und Geschäftsbereich besteht aus rund 100 Geschäften in vier Etagen, Büros sowie zahlreichen Restaurants, Bars und Cafés. Zum Zentrum gehören darüber hinaus Ausstellungen sowie ein Kunsthof, in dem Konzerte, Theateraufführungen und andere Veranstaltungen aus verschiedenen kulturellen Bereichen stattfinden.
Für das zugrundeliegende Konzept der Verbindung von Kultur und Gewerbe sowie für die architektonische Gestaltung wurde das Stary Browar 2005 im Rahmen des Design and Development Awards des International Council of Shopping Centers ausgezeichnet. Am 11. März 2007 wurde ein Ausbau eröffnet, mit dem die Gesamtfläche rund 122.000 Quadratmeter beträgt und sich die Zahl der Geschäfte voraussichtlich verdoppeln wird. Die Gesamtkosten für beide Bauabschnitte betrugen rund 135 Millionen Euro.
Das Stary Browar gehörte der Unternehmerin Grażyna Kulczyk, die es verkaufte;
nun gehört es der Fondsgesellschaft Deutsche Asset Management.